# بانتام

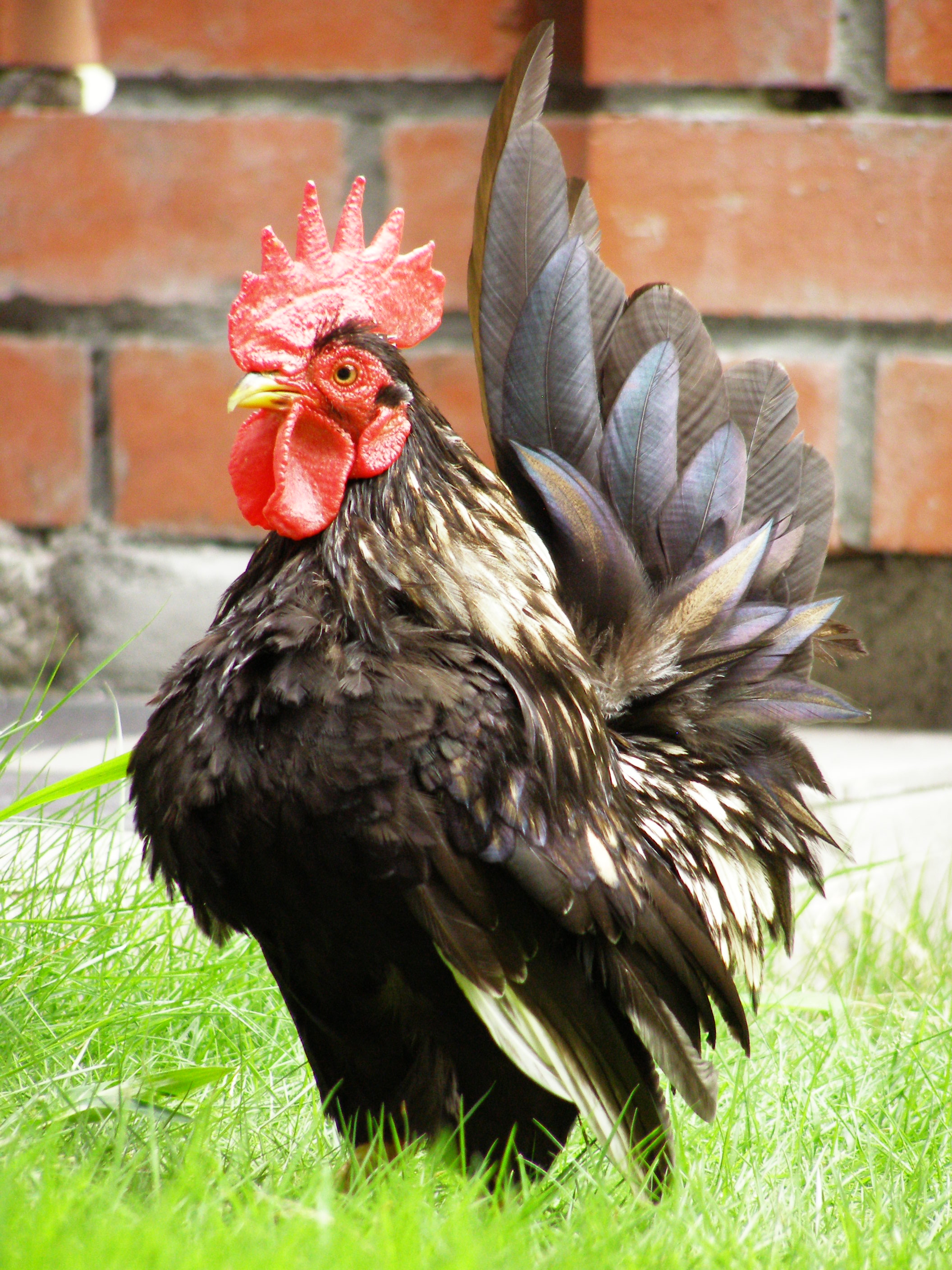
یک بانتام مالزیایی که سبک‌ترین نژاد مرغ می‌باشد

بانتام (Bantam) نژادی کوچک از مرغ است. نام این نژاد از شهر بانتام در اندونزی که زمان بندری مهم بوده است، گرفته شده است. دریانوردان اروپایی که به امر انبار کردن ملزومات سفرهای دریایی خود می‌پرداختند، نژادهای کوچک آسیای جنوب شرقی را برای نیازهای خود مناسب دیدند و به همین دلیل هر نژاد کوچک مرغ بانتام نامیده شد.
اکثر نژادهای بزرگ مرغ، یک ضد بانتام هم دارند که از آن به مینیاتوری هم یاد می‌شود. مینیاتورها معمولاً یک پنجم نژاد اصلی هستند اما باید تمامی خصلتهای استاندارد را داشته باشند. یک بانتام واقعی هیچ نژاد بزرگ ضد خود را ندارد و به‌طور طبیعی کوچک است.
دانشگاه ترینیتی ایالت کنتیکت آمریکا، از بانتام به عنوان شگون‌نمای خود استفاده می‌کند.

## مشخصات

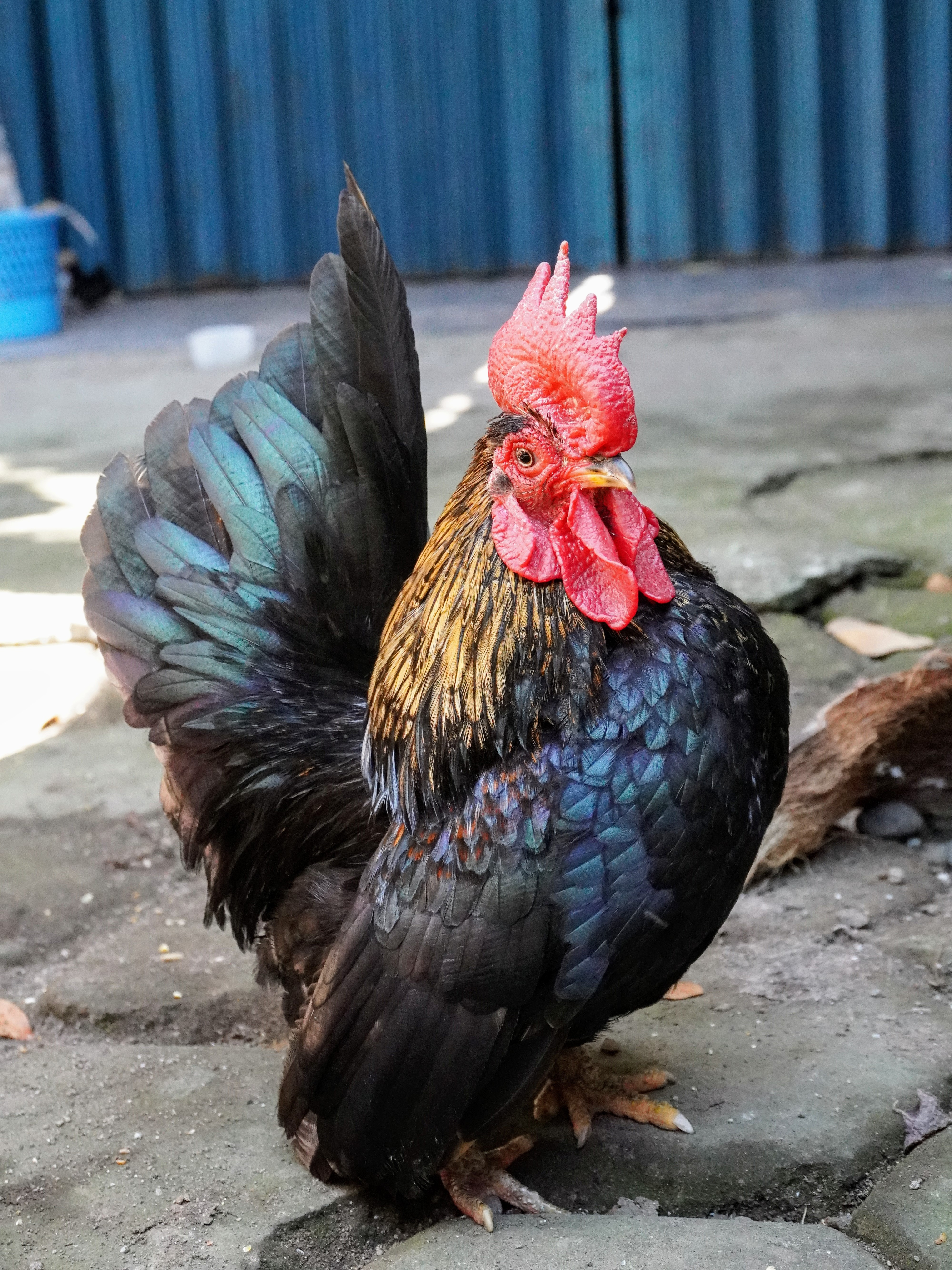
یک بانتام مالزیایی که سبک‌ترین نژاد مرغ می‌باشد

بانتام‌ها به عنوان حیوانات خانگی و تزیینی و نمایشگاهی به شدت طرفدار پیدا کرده‌اند، چرا که از رنگهای متنوع و زیباتری نسبت به دیگر نژادهای مرغ برخوردارند و از آن‌ها کوچکتر هم هستند. این نژاد به دلیل کوچکی نیاز به فضای بزرگی نداشته و برای نگهداری در حیاط پشتی کاملاً مناسب است. بانتام تخم‌گذار خوبی هم است اما تخمهایش نصف اندازه تخمهای معمولی است.
طرفه آنکه خروس بانتام در مناطق روستایی ایالات متحده آمریکا و بریتانیا، به‌علت ظاهر تهاجمی و قلدرمآبانهٔ خود که با هیکلش در تعارض کامل است، بسیار محبوب می‌باشد.